# Русско-казанская война (1478)
Ру́сско-каза́нская война́ (1478) — вооружëнный конфликт между Русским государством во главе с Иваном III и Казанским ханством во главе с ханом Ибрагимом.

## Предыстория
После заключения мира в 1469 году из летописи на восемь лет пропали известия о казанских набегах.

## Причина войны
В феврале 1478 года в Казанское ханство пришло известие (как впоследствии выяснилось, ложное), что Иван III потерпел поражение в походе на Новгород Великий, был ранен и бежал в Москву, потеряв все войско.

## Ход войны
Попытавшись воспользоваться сложившейся ситуацией, казанское войско совершило поход на Вятку. Города взять не смогло, но разграбило окрестности. Татары также пытались добраться до Устюга, но разлившаяся река Молома и отряд Ряполовского, помешали их продвижению. Через несколько недель, узнав что известие о поражении московского войска было ложным, татары отступили от Вятки.
В ответ на действия татар великий князь Иван III направил весной на Казань по Волге войско под руководством Семëна Ивановича «Хрипуна» Ряполовского и Василия Федоровича Образца Симского. Другой отряд под руководством Семëна «Слепца» Тютчева, пройдя Каму, разорял восточные волости Казанского ханства. Дойдя до Казани, основная рать опустошила окрестности, но штурму города помешала сильная буря.
Был заключён мир по воле великого князя. Воля осталась неизвестной, подробностей летописи не сообщают.